# Kevenağıl, Tomarza
Kevenağıl là một xã thuộc huyện Tomarza, tỉnh Kayseri, Thổ Nhĩ Kỳ. Dân số thời điểm năm 2008 là 61 người.